# LEN Euro Cup 2011-2012
Navigation
Édition précédente Édition suivante
La LEN Euro Cup 2011-2012 est la première édition sous ce nom de la seconde coupe d’Europe des clubs de water-polo masculin ; la vingtième en tenant compte des précédents Trophées LEN masculins. Y participent ceux qui n'ont pas pu se qualifier pour les tours de qualifications ou le tour préliminaire de la Ligue des champions.
Elle est organisée par la Ligue européenne de natation (LEN) du 23 septembre 2011 au 3 mai 2012, date du match retour de la finale, remportée par le club italien Rari Nantes Savona dont c'est la troisième coupe d’Europe de ce niveau après les trophées LEN de 2005 et de 2011.

## Participants
Vingt-deux équipes représentant treize fédérations sont inscrites au premier tour rejointes au second tour par les seize éliminés des deux premiers tours de qualification de la Ligue des champions 2011-2012. En tout, trente-cinq équipes de seize pays ont tenté d'accéder aux huitièmes de finale.
Chaque fédération peut inscrire deux équipes au premier tour : 
- les troisièmes et quatrièmes des championnats nationaux si les deux places de l'Euroligue sont utilisées (quatrième et cinquième dans le cas des huit fédérations représentées par trois clubs),
- ou le champion ou le vice-champion pour les fédérations et les équipes estimant leurs capacités sportives ou financières insuffisantes pour participer à la Ligue des champions.

| (2e)                                                                                                 | ASC Duisburg      | (3e)  | Panathinaïkos  | (2e) | RN Savona            | (3e) | CN Posillipo     |  |  |
| (?)                                                                                                  | VK Primorac       | (1er) | CSM Oradea     | (2e) | Shturm 2002          | (3e) | Crvena Zvezda    |  |  |
| Deuxième tour de qualification (éliminés du premier tour de qualification de la Ligue des champions) |                   |       |                |      |                      |      |                  |  |  |
| (2e)                                                                                                 | Montpellier WP    | (1er) | BMK Karkov     | (?)  | Dinamo Moskva        | (3e) | Schuurman BZC    |  |  |
| (1er)                                                                                                | Galatasaray SK    |       |                |      |                      |      |                  |  |  |
| Premier tour de qualification                                                                        |                   |       |                |      |                      |      |                  |  |  |
| (?)                                                                                                  | SG W98/Waspo      | (?)   | SV Würzburg 05 | (4e) | VK Mornar            | (5e) | VK Medveščak     |  |  |
| (5e)                                                                                                 | CN Sabadell       | (3e)  | ON Nice        | (4e) | CN Aix-les-Bains     | (?)  | Iveria           |  |  |
| (?)                                                                                                  | Ligamus           | (4e)  | Paniónios GSS  | (?)  | NO Chíos             | (4e) | Domino Honvéd SE |  |  |
| (5e)                                                                                                 | Szolnoki VSC      | (?)   | ASA Tel-Aviv   | (?)  | Hapoel Kiryat Tivon  | (4e) | RN Bogliasco     |  |  |
| (?)                                                                                                  | De Zijl Zwemsport | (4e)  | Amef Arad      | (7e) | VMF Sankt-Peterbourg | (?)  | Sintez Kazan     |  |  |
| (?)                                                                                                  | Enka SK           | (?)   | Heybeliada SSK |      |                      |      |                  |  |  |

Légende :
- pour les équipes inscrites au premier tour : une flèche verte ascendante pour la qualification au second tour, deux flèches pour celle aux huitièmes de finale, trois pour celle aux quarts de finale, quatre pour celle aux demi-finales, un « F » pour le finaliste et un « V » pour le vainqueur ;
- pour les équipes inscrites au second tour : une flèche verte ascendante pour la qualification aux huitièmes de finale, deux pour celle aux quarts de finale, trois pour celle aux demi-finales.

## Déroulement
En septembre 2011, le premier tour de qualification permet de conserver seize équipes.
Pendant le second tour, les seize clubs du premier tour sont confrontés en groupe de quatre aux seize éliminés du premier tour et du deuxième tour de la Ligue des champions 2011-2012. Après des rencontres en trois jours consécutifs, les deux premiers de chaque groupe se qualifient pour les huitièmes de finale.
La phase à élimination directe se joue en matches aller-retour au meilleur du score cumulé des huitièmes jusqu'à la finale, du 22 octobre 2011 jusqu'au 2 mai 2012.

## Phase qualificative

### Premier tour
Le premier tour a lieu entre le jeudi 22 et le dimanche 25 septembre 2011. Le nombre de clubs et le nombre de places qualificatives par groupe dépendent du nombre total de clubs inscrits au premier tour.
Le tirage au sort du premier tour devrait avoir lieu le 8 août 2011 à Acireale, en Italie.

#### Groupe A
Les matches du groupe A sont joués à Tbilissi, en Géorgie.
| Rang | Équipe                     | Pts | J | G | N | P | Bp | Bc | Diff |
| ---- | -------------------------- | --- | - | - | - | - | -- | -- | ---- |
| 1    | Domino Budapest Honvéd SE  | 15  | 5 | 5 | 0 | 0 |    |    |      |
| 2    | Vaterpolski klub Medveščak | 10  | 5 | 3 | 1 | 1 |    |    |      |
| 3    | Olympic Nice Natation      | 9   | 5 | 3 | 0 | 2 |    |    |      |
| 4    | Ligamus                    | 5   | 5 | 1 | 2 | 0 |    |    |      |
| 5    | VMF Sankt-Peterbourg       | 4   | 5 | 1 | 1 | 3 |    |    |      |
| 6    | De Zijl Zwemsport          | 0   | 5 | 0 | 0 | 5 |    |    |      |

| Date         |                           | Score |                            | Quarts-temps                             |
| ------------ | ------------------------- | ----- | -------------------------- | ---------------------------------------- |
| 22 septembre | Domino Budapest Honvéd SE | 20-2  | VMF Sankt-Peterbourg       | 5-0 ; 4-1 ; 6-0 ; 5-1                    |
| 22 septembre | Olympic Nice Natation     | 4-10  | Vaterpolski klub Medveščak | - ; -                                    |
| 22 septembre | Ligamus                   | 11-9  | De Zijl Zwemsport          | 2-2 ; 3-3 ; 3-2                          |
| 23 septembre | Olympic Nice Natation     | 20-4  | De Zijl Zwemsport          | - ; -                                    |
| 23 septembre | Ligamus                   | 5-22  | Domino Budapest Honvéd SE  | 3-3 ; 1-6 ; 1-9 ; 0-4                    |
| 23 septembre | VMF Sankt-Peterbourg      | 5-9   | Vaterpolski klub Medveščak | 1-4 ; 0-0 ; 1-2 ; 3-3                    |
| 23 septembre | Domino Budapest Honvéd SE | 11-9  | Olympic Nice Natation      | - ; -                                    |
| 23 septembre | Ligamus                   | 10-10 | VMF Sankt-Peterbourg       | - ; -                                    |
| 23 septembre | De Zijl Zwemsport         | 8-15  | Vaterpolski klub Medveščak | 2-4 ; 1-5 ; 2-2 ; 3-4                    |
| 24 septembre | Olympic Nice Natation     | 6-4   | VMF Sankt-Peterbourg       | - ; -                                    |
| 24 septembre | Domino Budapest Honvéd SE | 19-2  | De Zijl Zwemsport          | - ; -                                    |
| 24 septembre | Ligamus                   | 10-10 | Vaterpolski klub Medveščak | - ; -                                    |
| 25 septembre | VMF Sankt-Peterbourg      | 10-0  | De Zijl Zwemsport          | Forfait à la suite de problèmes médicaux |
| 25 septembre | Domino Budapest Honvéd SE | 9-7   | Vaterpolski klub Medveščak | 1-3 ; 1-0 ; 3-2 ; 4-2                    |
| 25 septembre | Ligamus                   | 8-12  | Olympic Nice Natation      | - ; -                                    |

#### Groupe B
Les matches du groupe B sont joués à İstanbul. Ils devaient être joués à Hanovre, en Allemagne, mais, mi-août, le club W98/WASPO renonce n'ayant pas pu trouver d’hébergement en nombre et qualité suffisants en raison d'une exposition internationale du travail du métal (Weltleitmesse der Metallbearbeitung) pendant la même période.
| Rang | Équipe                | Pts | J | G | N | P | Bp | Bc | Diff |
| ---- | --------------------- | --- | - | - | - | - | -- | -- | ---- |
| 1    | Vaterpolo klub Mornar | 15  | 5 | 5 | 0 | 0 | 80 | 28 | +52  |
| 2    | Panionios GSS         | 12  | 5 | 4 | 0 | 1 | 63 | 33 | +30  |
| 3    | SG W98/WASPO Hannover | 9   | 5 | 3 | 0 | 2 | 51 | 45 | +6   |
| 4    | Enka Spor Kulübü      | 6   | 5 | 2 | 0 | 3 | 45 | 49 | -4   |
| 5    | Amef Arad             | 3   | 5 | 1 | 0 | 4 | 30 | 67 | -37  |
| 6    | Iveria                | 0   | 5 | 0 | 0 | 5 | 24 | 71 | -47  |

| Date         |                       | Score |                       | Quarts-temps          |
| ------------ | --------------------- | ----- | --------------------- | --------------------- |
| 22 septembre | SG W98/WASPO Hannover | 5-14  | Vaterpolo klub Mornar | 2-4 ; 1-3 ; 1-5 ; 1-2 |
| 22 septembre | Iveria                | 2-17  | Panionios GSS         | 1-4 ; 0-5 ; 0-4 ; 1-4 |
| 22 septembre | Enka Spor Kulübü      | 14-5  | Amef Arad             | - ; -                 |
| 23 septembre | Amef Arad             | 4-12  | SG W98/WASPO Hannover | 1-1 ; 1-5 ; 0-3 ; 2-3 |
| 23 septembre | Vaterpolo klub Mornar | 20-5  | Iveria                | - ; -                 |
| 23 septembre | Panionios GSS         | 13-8  | Enka Spor Kulübü      | 3-0 ; 2-2 ; 4-2 ; 4-4 |
| 23 septembre | Vaterpolo klub Mornar | 21-7  | Amef Arad             | - ; -                 |
| 23 septembre | Panionios GSS         | 14-10 | SG W98/WASPO Hannover | 4-2 ; 3-1 ; 4-5 ; 3-2 |
| 23 septembre | Enka Spor Kulübü      | 12-3  | Iveria                | - ; -                 |
| 24 septembre | Iveria                | 8-9   | Amef Arad             | - ; -                 |
| 24 septembre | Vaterpolo klub Mornar | 8-7   | Panionios GSS         | - ; -                 |
| 24 septembre | Enka Spor Kulübü      | 7-11  | SG W98/WASPO Hannover | 3-4 ; 1-0 ; 1-4 ; 2-3 |
| 25 septembre | SG W98/WASPO Hannover | 13-6  | Iveria                | 2-0 ; 2-2 ; 5-1 ; 4-3 |
| 25 septembre | Panionios GSS         | 12-5  | Amef Arad             | 0-1 ; 4-1 ; 4-0 ; 4-3 |
| 25 septembre | Enka Spor Kulübü      | 4-17  | Vaterpolo klub Mornar | - ; -                 |

#### Groupe C
Les matches du groupe C sont joués à Bogliasco, en Italie.
| Rang | Équipe                        | Pts | J | G | N | P | Bp | Bc | Diff |
| ---- | ----------------------------- | --- | - | - | - | - | -- | -- | ---- |
| 1    | Szolnoki Vízilabda Sportclub  | 10  | 4 | 3 | 1 | 0 | 69 | 20 | +49  |
| 2    | Rari Nantes Bogliasco         | 10  | 4 | 3 | 1 | 0 | 57 | 24 | +33  |
| 3    | Heybeliada Su Sporları Kulübü | 4   | 4 | 1 | 1 | 2 | 35 | 39 | -4   |
| 4    | SV Würzburg 05                | 4   | 4 | 1 | 1 | 2 | 30 | 48 | -18  |
| 5    | Hapoel Kiryat Tivon           | 0   | 4 | 0 | 0 | 4 | 20 | 72 | -52  |

| Date         |                               | Score |                               | Quarts-temps          |
| ------------ | ----------------------------- | ----- | ----------------------------- | --------------------- |
| 22 septembre | Szolnoki Vízilabda Sportclub  | 16-3  | Heybeliada Su Sporları Kulübü | 4-0 ; 4-0 ; 3-1 ; 5-2 |
| 22 septembre | Rari Nantes Bogliasco         | 15-4  | Schwimmverein Würzburg 05     | 3-0 ; 2-0 ; 5-1 ; 5-3 |
| 23 septembre | Hapoel Kiryat Tivon           | 2-22  | Rari Nantes Bogliasco         | - ; -                 |
| 23 septembre | Schwimmverein Würzburg 05     | 4-15  | Szolnoki Vízilabda Sportclub  | - ; -                 |
| 23 septembre | Rari Nantes Bogliasco         | 10-10 | Szolnoki Vízilabda Sportclub  | - ; -                 |
| 23 septembre | Hapoel Kiryat Tivon           | 3-14  | Heybeliada Su Sporları Kulübü | - ; -                 |
| 24 septembre | Szolnoki Vízilabda Sportclub  | 28-3  | Hapoel Kiryat Tivon           | - ; -                 |
| 24 septembre | Hapoel Kiryat Tivon           | 8-12  | Schwimmverein Würzburg 05     | - ; -                 |
| 24 septembre | Heybeliada Su Sporları Kulübü | 8-10  | Rari Nantes Bogliasco         | - ; -                 |
| 25 septembre | Schwimmverein Würzburg 05     | 10-10 | Heybeliada Su Sporları Kulübü | - ; -                 |

#### Groupe D
Les matches du groupe D sont joués à Aix-les-Bains, en France.
| Rang | Équipe                             | Pts | J | G | N | P | Bp | Bc | Diff |
| ---- | ---------------------------------- | --- | - | - | - | - | -- | -- | ---- |
| 1    | Club Natació Sabadell              | 12  | 4 | 4 | 0 | 0 | 53 | 31 | +22  |
| 2    | Naftikós Ómilos Chíos              | 9   | 4 | 3 | 0 | 1 | 57 | 33 | +24  |
| 3    | Sintez Kazan                       | 6   | 4 | 2 | 0 | 2 | 50 | 31 | +19  |
| 4    | Cercle des nageurs d'Aix-les-Bains | 3   | 4 | 1 | 0 | 3 | 31 | 51 | -20  |
| 5    | ASA Tel Aviv                       | 0   | 4 | 0 | 0 | 4 | 26 | 71 | -45  |

| Date         |                                    | Score |                       | Quarts-temps          |
| ------------ | ---------------------------------- | ----- | --------------------- | --------------------- |
| 22 septembre | ASA Tel Aviv                       | 5-25  | Naftikós Ómilos Chíos | 2-7 ; 1-6 ; 2-6 ; 0-6 |
| 22 septembre | Cercle des nageurs d'Aix-les-Bains | 3-15  | Sintez Kazan          | - ; -                 |
| 23 septembre | Club Natació Sabadell              | 11-8  | Sintez Kazan          | 3-1 ; 3-3 ; 2-2 ; 3-2 |
| 23 septembre | Cercle des nageurs d'Aix-les-Bains | 9-7   | ASA Tel Aviv          | - ; -                 |
| 24 septembre | ASA Tel Aviv                       | 6-20  | Sintez Kazan          | - ; -                 |
| 24 septembre | Naftikós Ómilos Chíos              | 8-9   | Club Natació Sabadell | 2-1 ; 2-3 ; 2-2 ; 2-3 |
| 24 septembre | Naftikós Ómilos Chíos              | 11-7  | Sintez Kazan          | 3-1 ; 4-1 ; 2-2 ; 2-3 |
| 24 septembre | Cercle des nageurs d'Aix-les-Bains | 7-16  | Club Natació Sabadell | - ; -                 |
| 25 septembre | Club Natació Sabadell              | 17-8  | ASA Tel Aviv          | - ; -                 |
| 25 septembre | Cercle des nageurs d'Aix-les-Bains | 12-13 | Naftikós Ómilos Chíos | 2-4 ; 2-3 ; 5-2 ; 3-4 |

### Deuxième tour
Le deuxième tour a lieu entre le vendredi 7 et le dimanche 9 octobre 2011. Les deux premiers de chaque groupe se qualifient pour les huitièmes de finale. Le tirage au sort des groupes est publié le 26 septembre 2011

#### Groupe E
Les matches du groupe E sont joués à Nice, en France.
| Rang | Équipe                       | Pts | J | G | N | P | Bp | Bc | Diff |
| ---- | ---------------------------- | --- | - | - | - | - | -- | -- | ---- |
| 1    | Szolnoki Vízilabda Sportclub | 6   | 2 | 2 | 0 | 0 |    |    |      |
| 2    | Rari Nantes Savona           | 3   | 2 | 1 | 0 | 1 |    |    |      |
| 3    | Olympic Nice Natation        | 0   | 2 | 2 | 0 | 2 |    |    |      |

| Date      |                       | Score   |                              | Quarts-temps |
| --------- | --------------------- | ------- | ---------------------------- | ------------ |
| 7 octobre | Rari Nantes Savona    | 5 - 9   | Szolnoki Vízilabda Sportclub | - ; -        |
| 8 octobre | Olympic Nice Natation | 13 - 15 | Szolnoki Vízilabda Sportclub | - ; -        |
| 9 octobre | Olympic Nice Natation | 6 - 11  | Rari Nantes Savona           | - ; -        |

#### Groupe F
Les matches du groupe F sont joués à Athènes, en Grèce.
| Rang | Équipe                  | Pts | J | G | N | P | Bp | Bc | Diff |
| ---- | ----------------------- | --- | - | - | - | - | -- | -- | ---- |
| 1    | Dinamo Moskva           | 7   | 3 | 2 | 1 | 0 |    |    |      |
| 2    | Paniónios GSS           | 7   | 3 | 2 | 1 | 0 |    |    |      |
| 3    | Heybeliada SSK          | 3   | 3 | 1 | 0 | 2 |    |    |      |
| 4    | Vaterpolo klub Primorac | 0   | 3 | 0 | 0 | 3 |    |    |      |

| Date      |                | Score   |                         | Quarts-temps |
| --------- | -------------- | ------- | ----------------------- | ------------ |
| 7 octobre | Heybeliada SSK | 4 - 10  | Dinamo Moskva           | - ; -        |
| 7 octobre | Paniónios GSS  | 11 - 6  | Vaterpolo klub Primorac | - ; -        |
| 8 octobre | Dinamo Moskva  | 9 - 8   | Vaterpolo klub Primorac | - ; -        |
| 8 octobre | Paniónios GSS  | 22 - 9  | Heybeliada SSK          | - ; -        |
| 9 octobre | Heybeliada SSK | 11 - 10 | Vaterpolo klub Primorac | - ; -        |
| 9 octobre | Paniónios GSS  | 10 - 10 | Dinamo Moskva           | - ; -        |

#### Groupe G
Les matches du groupe G sont joués à İstanbul, en Turquie.
| Rang | Équipe                             | Pts | J | G | N | P | Bp | Bc | Diff |
| ---- | ---------------------------------- | --- | - | - | - | - | -- | -- | ---- |
| 1    | Vaterpolski klub Medveščak         | 9   | 3 | 3 | 0 | 0 |    |    |      |
| 2    | Panathinaïkos                      | 4   | 3 | 1 | 1 | 1 |    |    |      |
| 3    | Galatasaray Spor Kulübü            | 4   | 3 | 1 | 1 | 1 |    |    |      |
| 4    | Cercle des nageurs d’Aix-les-Bains | 0   | 3 | 0 | 0 | 3 |    |    |      |

| Date      |                                    | Score  |                                    | Quarts-temps |
| --------- | ---------------------------------- | ------ | ---------------------------------- | ------------ |
| 7 octobre | Vaterpolski klub Medveščak         | 8 - 6  | Panathinaïkos                      | - ; -        |
| 7 octobre | Galatasaray Spor Kulübü            | 11 - 9 | Cercle des nageurs d’Aix-les-Bains | - ; -        |
| 8 octobre | Panathinaïkos                      | 10 - 5 | Cercle des nageurs d’Aix-les-Bains | - ; -        |
| 8 octobre | Galatasaray Spor Kulübü            | 8 - 11 | Vaterpolski klub Medveščak         | - ; -        |
| 9 octobre | Cercle des nageurs d’Aix-les-Bains | 7 - 12 | Vaterpolski klub Medveščak         | - ; -        |
| 9 octobre | Galatasaray Spor Kulübü            | 7 - 7  | Panathinaïkos                      | - ; -        |

#### Groupe H
Les matches du groupe H sont joués à Nijverdal, aux Pays-Bas.
| Rang | Équipe                        | Pts | J | G | N | P | Bp | Bc | Diff |
| ---- | ----------------------------- | --- | - | - | - | - | -- | -- | ---- |
| 1    | Vaterpolo klubs Mornar        | 9   | 3 | 3 | 0 | 0 |    |    |      |
| 2    | Schuurman BZC                 | 6   | 3 | 2 | 0 | 1 |    |    |      |
| 3    | Amateur Schwimm Club Duisburg | 3   | 3 | 1 | 0 | 2 |    |    |      |
| 4    | Ligamus                       | 0   | 3 | 0 | 0 | 3 |    |    |      |

| Date      |                               | Score   |                               | Quarts-temps |
| --------- | ----------------------------- | ------- | ----------------------------- | ------------ |
| 7 octobre | Vaterpolo klubs Mornar        | 14 - 5  | Amateur Schwimm Club Duisburg | - ; -        |
| 7 octobre | Schuurman BZC                 | 11 - 9  | Ligamus                       | - ; -        |
| 8 octobre | Vaterpolo klubs Mornar        | 19 - 8  | Ligamus                       | - ; -        |
| 8 octobre | Schuurman BZC                 | 10 - 9  | Amateur Schwimm Club Duisburg | - ; -        |
| 9 octobre | Amateur Schwimm Club Duisburg | 20 - 10 | Ligamus                       | - ; -        |
| 9 octobre | Schuurman BZC                 | 7 - 13  | Vaterpolo klubs Mornar        | - ; -        |

#### Groupe I
Les matches du groupe I sont joués à Chíos, en Grèce.
| Rang | Équipe                 | Pts | J | G | N | P | Bp | Bc | Diff |
| ---- | ---------------------- | --- | - | - | - | - | -- | -- | ---- |
| 1    | Crvena Zvezda          | 9   | 3 | 3 | 0 | 0 |    |    |      |
| 2    | Naftikós Ómilos Chíos  | 6   | 3 | 2 | 0 | 1 |    |    |      |
| 3    | Montpellier Water-Polo | 3   | 3 | 1 | 0 | 2 |    |    |      |
| 4    | ka Spor Kulübü         | 0   | 3 | 0 | 0 | 3 |    |    |      |

| Date      |  | Score |  | Quarts-temps |
| --------- |  | ----- |  | ------------ |
| 7 octobre |  | -     |  | - ; -        |
| 7 octobre |  | -     |  | - ; -        |
| 8 octobre |  | -     |  | - ; -        |
| 8 octobre |  | -     |  | - ; -        |
| 9 octobre |  | -     |  | - ; -        |
| 9 octobre |  | -     |  | - ; -        |

#### Groupe L
Les matches du groupe L sont joués à Naples, en Italie.
| Rang | Équipe                    | Pts | J | G | N | P | Bp | Bc | Diff |
| ---- | ------------------------- | --- | - | - | - | - | -- | -- | ---- |
| 1    | Club Natació Sabadell     | 6   | 2 | 2 | 0 | 0 |    |    |      |
| 2    | Circolo Nautico Posillipo | 3   | 2 | 1 | 0 | 1 |    |    |      |
| 3    | SG W98/WASPO Hannover     | 0   | 2 | 2 | 0 | 2 |    |    |      |

| Date      |                           | Score  |                       | Quarts-temps |
| --------- | ------------------------- | ------ | --------------------- | ------------ |
| 7 octobre | Club Natació Sabadell     | 17 - 5 | SG W98/WASPO Hannover | - ; -        |
| 8 octobre | Circolo Nautico Posillipo | 13 - 3 | SG W98/WASPO Hannover | - ; -        |
| 9 octobre | Circolo Nautico Posillipo | 6 - 11 | Club Natació Sabadell | - ; -        |

#### Groupe M
Les matches du groupe M sont joués à Oradea, en Roumanie.
| Rang | Équipe                          | Pts | J | G | N | P | Bp | Bc | Diff |
| ---- | ------------------------------- | --- | - | - | - | - | -- | -- | ---- |
| 1    | Sintez Kazan                    | 6   | 3 | 2 | 0 | 1 |    |    |      |
| 2    | Clubul Sportiv Municipal Oradea | 6   | 3 | 2 | 0 | 1 |    |    |      |
| 3    | Rari Nantes Blogiasco           | 6   | 3 | 2 | 0 | 1 |    |    |      |
| 4    | BMK Karkov                      | 0   | 3 | 0 | 0 | 3 |    |    |      |

| Date      |  | Score |  | Quarts-temps |
| --------- |  | ----- |  | ------------ |
| 7 octobre |  | -     |  | - ; -        |
| 7 octobre |  | -     |  | - ; -        |
| 8 octobre |  | -     |  | - ; -        |
| 8 octobre |  | -     |  | - ; -        |
| 9 octobre |  | -     |  | - ; -        |
| 9 octobre |  | -     |  | - ; -        |

#### Groupe N
Les matches du groupe N sont joués à Budapest, en Hongrie.
| Rang | Équipe                    | Pts | J | G | N | P | Bp | Bc | Diff |
| ---- | ------------------------- | --- | - | - | - | - | -- | -- | ---- |
| 1    | Domino Budapest Honvéd SE | 6   | 2 | 2 | 0 | 0 |    |    |      |
| 2    | Shturm 2002               | 3   | 2 | 1 | 0 | 1 |    |    |      |
| 3    | SV Würzburg 05            | 0   | 2 | 2 | 0 | 2 |    |    |      |

| Date      |                           | Score   |                           | Quarts-temps |
| --------- | ------------------------- | ------- | ------------------------- | ------------ |
| 7 octobre | Schwimmverein Würzburg 05 | 4 - 16  | Shturm 2002               | - ; -        |
| 8 octobre | Domino Budapest Honvéd SE | 15 - 12 | Shturm 2002               | - ; -        |
| 9 octobre | Domino Budapest Honvéd SE | 21 - 4  | Schwimmverein Würzburg 05 | - ; -        |

## Phase à élimination directe
Chaque phase se joue en matches aller et retour. Se qualifie l'équipe qui a le meilleur score cumulé. Une prolongation de deux fois trois minutes, voire une séance de tirs au but, sont prévues pour départager les équipes à la fin du match retour.

### Huitièmes de finale
| Hôte aller (22 ou 23 octobre)   | aller | Score total | retour | Hôte retour (9 novembre)  | quarts-temps aller    | quarts-temps retour                 |
| ------------------------------- | ----- | ----------- | ------ | ------------------------- | --------------------- | ----------------------------------- |
| Sintez Kazan                    | 11-8  | 18-17       | 7-9    | Naftikós Ómilos Chíos     | 0-0 ; 3-2 ; 5-3 ; 3-3 | 1-3 ; 1-2 ; 3-1 ; 1-3 P : 0-0 ; 1-0 |
| Vaterpolski klub Medveščak      | 12-11 | 24-21       | 12-10  | Dinamo Moskva             | - ; -                 | - ; -                               |
| Vaterpolo klubs Mornar          | 4-7   | 12-17       | 8-10   | Circolo Nautico Posillipo | 1-1 ; 2-0 ; 0-3 ; 1-3 | - ; -                               |
| Schuurman BZC                   | 5-10  | 16-28       | 11-18  | Club Natació Sabadell     | 0-2 ; 2-3 ; 2-1 ; 1-4 | 2-4 ; 5-3 ; 3-5 ; 1-6               |
| Clubul Sportiv Municipal Oradea | 9-9   | 15-17       | 6-8    | Crvena Zvezda             | 3-2 ; 2-1 ; 2-3       | - ; -                               |
| Rari Nantes Savona              | 14-10 | 24-22       | 10-12  | Domino Budapest Honvéd SE | 5-2 ; 3-2 ; 3-4       | 3-3 ; 2-3 ; 3-4 ; 2-2               |
| Panathinaïkos                   | 6-8   | 20-21       | 14-13  | Paniónios GSS             | - ; -                 | 3-5 ; 2-1 ; 3-2 ; 4-2 P : 1-2 ; 1-1 |
| Szolnoki Vízilabda Sportclub    | 13-13 | 20-18       | 7-5    | Shturm 2002               | 1-3 ; 3-4 ; 5-3 ; 4-3 | 3-1 ; 0-1 ; 2-2 ; 2-1               |

### Quarts de finale
Le tirage au sort des quarts de finale a lieu le 10 novembre 2011.
| Hôte aller (26 novembre)     | aller | Score total | retour | Hôte retour (14 décembre) | quarts-temps aller    | quarts-temps retour   |
| ---------------------------- | ----- | ----------- | ------ | ------------------------- | --------------------- | --------------------- |
| Crvena Zvezda                | 9-9   | 12-15       | 3-6    | Circolo Nautico Posillipo | 3-3 ; 3-1 ; 2-3 ; 1-2 | - ; -                 |
| Paniónios GSS                | 7-6   | 16-17       | 9-11   | Rari Nantes Savona        | 2-2 ; 2-2 ; 1-0       | 3-2 ; 3-3 ; 0-2 ; 3-4 |
| Vaterpolski klub Medveščak   | 13-13 | 22-25       | 9-12   | Club Natació Sabadell     | 5-2 ; 3-3 ; 3-5 ; 2-3 | 4-2 ; 1-5 ; 4-2 ; 0-3 |
| Szolnoki Vízilabda Sportclub | 11-7  | 16-13       | 5-6    | Sintez Kazan              | 1-3 ; 2-2 ; 4-0 ; 4-2 | 1-1 ; 2-2 ; 1-1 ; 1-2 |

### Demi-finales
| Hôte aller (25 février) | aller | Score total | retour | Hôte retour (13 et 14 mars)  | quarts-temps aller     | quarts-temps retour   |
| ----------------------- | ----- | ----------- | ------ | ---------------------------- | ---------------------- | --------------------- |
| Club Natació Sabadell   | 9-8   | 19-18       | 10-10  | Szolnoki Vízilabda Sportclub | 3-2 ; 1-3 ; 3-1 ; 2-2, | 5-3 ; 1-1 ; 3-3 ; 1-3 |
| Rari Nantes Savona      | 8-4   | 16-15       | 8-11   | Circolo Nautico Posillipo    | 2-2 ; 3-0 ; 1-1 ; 2-1  | 2-3 ; 1-4 ; 3-3 ; 2-1 |

### Finale
| Hôte aller (18 avril) | aller | Score total | retour | Hôte retour (2 mai)   | quarts-temps aller    | quarts-temps retour   |
| --------------------- | ----- | ----------- | ------ | --------------------- | --------------------- | --------------------- |
| Rari Nantes Savona    | 14-9  | 20-17       | 6-8    | Club Natació Sabadell | 3-1 ; 5-2 ; 2-1 ; 4-5 | 2-3 ; 0-0 ; 1-3 ; 3-2 |

Rari Nantes Savona remporte sa deuxième Euro Cup d’affilée après le Trophée LEN masculin 2010-2011.

## Sources
- [PDF] (en) Partie 3 du règlement des coupes d'Europe de clubs, Ligue européenne de natation, 29 mai 2010.
- [PDF] Calendrier révisé, Ligue européenne de natation ; fichier consulté le 4 août 2011.